# Bay Minette
Bay Minette város az USA Alabama államában. Lakosainak száma 8107 fő (2020. április 1.).

## Népesség
A település népességének változása:

| 2010 | 8 044 |
| 2020 | 8 107 |